# Légonce
Légonce ou Leguntius est évêque de Metz dans la première moitié du Ve siècle.

## Biographie
Légonce est le douzième évêque de Metz sur la liste épiscopale. Nous n'avons pas d'information sur son épiscopat, qui doit se situer, si on se fie à sa place dans la liste épiscopale, dans la première moitié du Ve siècle. Son successeur, Auctor, a eu à faire face à l'invasion des Huns en 451.
Ses restes sont transférés, avec ceux de Phronimius dans la crypte de l'abbaye Saint-Clément de Metz. Au début du XIIe siècle, les moines de Saint-Clément refusent de céder les reliques de Légonce au prieuré de Lixheim, nouvellement fondé, malgré l'injonction de l'évêque Étienne de Bar,. Après 1552, les moines de Saint-Clément les transfèrent dans leur nouvelle abbaye intra-muros.
Vénéré comme saint par l'Église catholique, notamment à l'abbaye de Gorze au XIe siècle, il est fêté le 18 février.